# Domenico Santoro (attore)
Domenico Santoro (Napoli, 6 luglio 1958) è un attore italiano, noto come attore bambino per l'interpretazione di Lucignolo in Le avventure di Pinocchio di Luigi Comencini (1972).

## Biografia
Il regista Luigi Comencini conosce il dodicenne Domenico Santoro durante un'inchiesta sul lavoro minorile a Napoli, nel primo episodio del documentario della RAI I bambini e noi (1970). Il ragazzino napoletano, orfano di padre e con dieci fratelli, lavorava in un'officina di riparazioni auto. Comencini rimase così colpito dalla sua personalità e spontaneità di fronte alla macchina da presa da invitarlo a ricoprire il ruolo di Lucignolo ne Le avventure di Pinocchio (1972). Richiedendosi per il film un accento toscano, Comencini lo fece doppiare da uno sconosciuto ragazzino di Livorno, scelto dal regista in fase di doppiaggio.
Negli anni seguenti Santoro avrà un altro ruolo di rilievo nel film Torino nera (regia di Carlo Lizzani, 1972) con Bud Spencer e Andrea Balestri. Dopo aver abbandonato il cinema, lavorerà come autista.

## Filmografia
- I bambini e noi, regia di Luigi Comencini – documentario (Programma Nazionale, 1970)
- Le avventure di Pinocchio, regia di Luigi Comencini – miniserie TV (Programma Nazionale, 1972)
- Torino nera, regia di Carlo Lizzani (1972)
- Cuore, regia di Romano Scavolini (1973)